# Milan Pospíšil
Milan Pospíšil (* 1963 Klatovy) je český chemik, od ledna 2024 rektor VŠCHT v Praze (předtím v letech 2008 až 2023 prorektor školy).

## Život
Vystudoval obor chemické a energetické zpracování paliv na Vysoké škole chemicko-technologické v Praze, kde v roce 1985 získal titul inženýra. Ve stejném oboru se v roce 2002 habilitoval (získal titul docenta) a v roce 2016 byl jmenován profesorem. Je ženatý, má dvě dcery.
S VŠCHT v Praze svázal celý profesní život. Od roku 1987 pedagogicky a výzkumně působí na Ústavu technologie ropy a alternativních paliv. V letech 2002 až 2007 působil jako proděkan Fakulty technologie ochrany prostředí, v letech 2008 až 2011 byl prorektorem pro vědu a výzkum a od roku 2012 byl prorektorem pro strategie a rozvoj. Zkušenosti z řízení sektoru vysokého školství získal v Radě vysokých škol, kde v letech 2015 až 2017 zastával post místopředsedy a v letech 2018 až 2024 jí předsedal. Dále byl hlavním odborným garantem projektu Ministerstva školství, mládeže a tělovýchovy ČR IPN KREDO pro strategii řízení vysokého školství (2012 až 2015). Byl členem expertních skupin MŠMT ČR pro přípravu Strategie vzdělávání 2030+ a Strategie vysokého školství 2021+. Od roku 2019 je členem Rady vlády pro trvale udržitelný rozvoj.
V profesní činnosti se zaměřuje na praktický aplikovaný výzkum v oblastech analýzy uhlovodíků, vlivu spalování na životní prostředí, progresivních technologií výroby paliv a tvorbu národní strategie použití obnovitelných zdrojů energie v dopravě. Ke konci roku 2023 byl autorem či spoluautorem 44 impaktovaných publikacích v databázi WoS (h-index 15).
V říjnu 2023 se stal kandidátem na post rektora VŠCHT v Praze, když ve volbě získal 18 hlasů od 27 akademiků a porazil tak dosavadního rektora univerzity Pavla Matějku. Návrh podpořila i Vláda ČR a v prosinci 2023 jej jmenoval prezident ČR Petr Pavel. Funkce se ujal od 1. ledna 2024.